# Spilornis holospilus
L'aquila serpentaria delle Filippine (Spilornis holospilus (Vigors, 1831)) è un uccello rapace della famiglia degli Accipitridi, endemico dell'omonimo arcipelago.

## Descrizione
È un uccello rapace di media taglia, lungo 47–53 cm e con una apertura alare di 105–120 cm.

## Distribuzione e habitat
La specie è diffusa in gran parte delle Filippine, da Luzon a Mindanao, con l'esclusione della parte più occidentale dell'arcipelago (dalle Calamian a Balabac).